# サン・ジェルマン伯爵は知っている
『サン・ジェルマン伯爵は知っている』（サン・ジェルマンはくしゃくはしっている）は、2019年4月17日からテレビ朝日にて放送される情報バラエティ番組。番組内でのジャンル呼称は「近未来予想バラエティ」。

## 概要
18世紀のヨーロッパにて学者や音楽家として活動していたと伝えられるも謎が多く、タイムトラベラーともいわれるサン・ジェルマン伯爵をメインキャラクターに据えた近未来紹介バラエティー番組。
3Dキャラクター“サン・ジェルマン伯爵”には古坂大魔王が声を当て、バラエティ番組MC初担当となる女優・映画監督の小川紗良が進行を担当。テレビ朝日・池谷麻依アナウンサーがアシスタントを務める。
テレ朝動画やauビデオパス→TELASAのコンテンツ紹介も「未来」になぞらえて行う。
「フィロのス亭」との隔週放送である。
2019年10月改編で隔週金曜未明2:21 - 2:51に放送時間を変更する。
2020年4月改編で金曜枠が終了。フィロのス亭は月曜未明（日曜深夜）へ移動したものの、当番組は放送されておらず2020年3月20日放送分をもって途絶えている。ただし公式Twitterにて終了を否定している。

## 登場人物
肩書きの無い人物は、出演時点でテレビ朝日アナウンサー。

### 現在
サン・ジェルマン伯爵
演 - 古坂大魔王（声の出演）
お笑いタレント。「いま何ジェルマン?　サン・ジェルマン!」で話題になっているという18世紀からやってきた伯爵。卑弥呼や明智光秀とは知り合いで、未来や過去に行き来してきた。番組スタッフが見つけてきた最先端のトレンド情報、近未来を予感させるコンテンツやサービスなど「未来のタネ」的な話題を独自の世界観で解説していく。
未来も予言できるが、言った途端に現代の人々が知ることになるため時空が歪み変化を起こしてしまうため必ず当たるとは限らない。なおサン・ジェルマン伯爵のいう未来の元号は「平成」の次が「令和」。その次は「昭和」（昭和II）。
小川紗良 / さらたん
演 - 小川紗良
番組MC。女優にして映画監督。サン・ジェルマン伯爵の見てきた未来によると、10年後は全身真っ白に塗って踊ってるとのこと。番組内での呼称は「さっちゃん」であったが2019年10月時点では「さらたん」と呼ばれている。
並木万里菜 / まりっちょ
演 - 並木万里菜
番組内での呼称は「まりっちょ」。2019年10月12日放送分より出演。

### 過去
池谷麻依 / まいまい
演 - 池谷麻依
番組内での呼称は「まいまい」。2019年9月26日放送分をもって降板。

## スタッフ
- ナレーション：住田紗里（テレビ朝日アナウンサー）
- 構成 - 相澤昇、川上潤也、島本裕太、市川篤
- TM：福元昭彦
- TD・SW：吉田千明
- カメラ：清水美保
- VE：石原敬太
- 音声：松崎宏江
- 照明：田中晴夫
- 美術進行：吉居真夏（テレビ朝日クリエイト）
- ヘアメイク：川口カツラ店
- 音効：右見嘉英
- CGデザイン：ザ・キングメーカー
- 技術協力：阿部聡也（テレビ朝日メディアプレックス）、テイクシステムズ、オムニバスジャパン、SUTUDIO NAO、東京オフラインセンター
- リサーチ：志土地俊
- 制作協力：東通企画
- アシスタントプロデューサー：野津彩乃、讃井亜希子
- ディレクター：松井一樹、里村哲平、永井裕史
- アソシエイトプロデューサー：浅野崇
- プロデューサー：鈴木さちひろ、山田ひろし、白髭晋二、福井義典
- 制作著作：テレビ朝日